# Josef Heigl (Theologe)

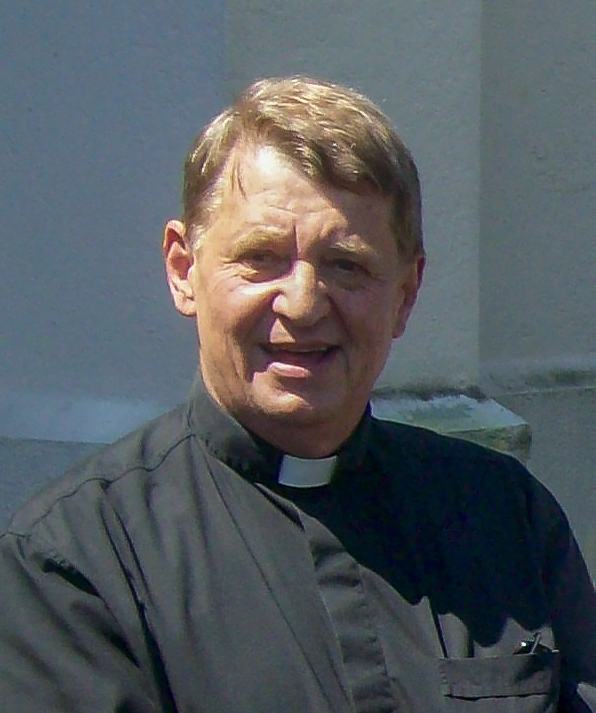
Josef Heigl, 2010

Josef Heigl (* 17. August  1953 in Großaitingen; † 3. Februar 2013 in Augsburg) war ein deutscher Geistlicher und seit 2000 bis zu seinem Tod Domkapitular im Bistum Augsburg.

## Leben
Nach den Grundschuljahren in Großaitingen und Augsburg besuchte Josef Heigl von 1965 bis 1974 das Gymnasium und das Internat in der Benediktinerabtei St. Ottilien. Anschließend absolvierte er den Bundeswehrdienst. 1975 trat er in das Priesterseminar der Diözese Augsburg ein. Das Diakonatspraktikum führte Heigl 1980 in die Pfarrei „Zu den Acht Seligkeiten“ in Füssen. Nach seiner Priesterweihe im Jahr 1981 im Hohen Dom zu Augsburg und seiner Primiz in der Pfarrei St. Ulrich und Afra in Augsburg war er bis 1984 Kaplan in Pfaffenhofen an der Ilm.
1984 wurde Heigl Sekretär des Generalvikars. Von 1990 bis 1994 war er zudem stellvertretender Personalreferent für Priester im Bistum Augsburg. 1995 bis 2003 hatte Heigl die Aufgabe des stellvertretenden Generalvikars inne. Im September 2003 wurde er in Nachfolge von Konstantin Kohler zum Generalvikar des Bischofs von Augsburg, Viktor Josef Dammertz, berufen, war während der Sedisvakanz von Juni 2004 bis Oktober 2005 ständiger Vertreter des Diözesanadministrators und von Oktober 2005 bis Juni 2008 wiederum Generalvikar. Seit 2008 war Heigl Referent für Krankenhaus und Krankenhausseelsorge. Während der oben genannten Tätigkeiten war er zusätzlich von 1994 bis 2008 verantwortlicher Personalreferent für Priester und von 1995 bis 2006 auch Personalreferent für die in der Pastoral tätigen Laien. Seit Februar 2011 war er zusätzlich auch Dompfarrer und Stadtdekan in Augsburg.
Außerdem betreute er von 1984 bis 1995 als Pfarradministrator die Pfarrei St. Georg in Lützelburg; von 1995 bis 1999 war er Hausgeistlicher im Caritas Senioren- und Pflegezentrum Antoniushaus in Augsburg. Danach half er bis 2008 in der Augsburger Pfarrei St. Pankratius bzw. in der Pfarreiengemeinschaft Augsburg St. Pankratius/Unsere Liebe Frau seelsorglich mit; zum Herbst 2008 begann er, den Pfarrer der Pfarreiengemeinschaft Mattsies in der Seelsorge zu unterstützen. Seit 1987 war Josef Heigl Diözesanpräses des Mesnerverbandes Augsburg, seit 1995 erster Vorsitzender des St. Vinzenz-Hospiz Augsburg e.V. und seit 1997 Vorsitzender des Caritativen Hilfswerkes Augsburg e.V. In der Jahrestagung 2010 der Arbeitsgemeinschaft der süddeutschen Mesnerverbände wählte man ihn auch in das Amt des geistlichen Präses.
1984 wurde er zum Domvikar ernannt. Ab 1994 nahm er als Ordinariatsrat an den wöchentlichen Sitzungen des Domkapitels teil; seit 2000 als Domkapitular. 1999 wurde er von Papst Johannes Paul II. zum Monsignore (Kaplan Seiner Heiligkeit) und 2004 zum Päpstlichen Ehrenprälaten ernannt.
Heigl verstarb überraschend am 3. Februar 2013 im Alter von 59 Jahren.

## Veröffentlichungen
- „Fürchte dich nicht“, EOS-Verlag St. Ottilien (Kindergottesdienst-Buch)
- „Leit-Lichtworte“, „Glaubens-Lebensworte“, „Heils-Hoffnungsworte“, jeweils St. Ulrich-Verlag Augsburg (drei Betrachtungsbücher über Lesungen/Evangelien der Jahreskreise)
- „Lasset die Kinder zu mir kommen“ (Gottesdienste mit Kindern im Jahreskreis), Auer Verlag GmbH/Wewel-Verlag Donauwörth.
- „Auf Weihnachten zu“ (Adventsgottesdienste mit Kindern), Auer Verlag GmbH/Wewel-Verlag Donauwörth.